# Giulio Ciacci
Giulio Ciacci (Napoli, 25 settembre 1933 – San Casciano in Val di Pesa, 17 gennaio 2017) è stato un arbitro di calcio italiano.

## Biografia
Affiliato alla sezione AIA di Firenze, ha diretto 67 partite di serie A e 79 in serie B. Esordì nella massima categoria nel 1971 in occasione della partita Napoli-Bologna. Divenne arbitro internazionale nel 1974, prima della dismissione dai ruoli nel 1978.
Nella carriera sui campi ha diretto diverse "classiche" del campionato italiano (Juventus-Inter del 1974-1975, derby della Mole del 1975-1976, Juventus-Milan, Juventus-Roma e il derby di Roma del 1977-1978); all'estero, vanta le partecipazioni alle fasi finali degli Europei Under 18 del 1975 e del 1977, ed ha svolto le funzioni di guardalinee di Sergio Gonella in occasione della finale di andata di Supercoppa UEFA nel 1975 tra Bayern Monaco e Dinamo Kiev. Inoltre, il primo ottobre 1975 dirige, davanti a 50 000 spettatori, la gara di ritorno del primo turno di Coppa dei Campioni tra la Dinamo Bucuresti e il Real Madrid (1-0).
A livello di nazionali, il 24 marzo 1976 gli venne affidata una gara di qualificazione per il torneo olimpico di Montrèal 1976 tra l'Austria e la Germania Est. Con una terna formata anche dal pistoiese Giancarlo Redini e dal livornese Fernando Tani, la gara si giocò a Vienna e vide il successo dei tedeschi orientali per 2 a 0.
Nel campionato 1975-1976 (11 gennaio 1976) dovette sospendere la partita Sampdoria-Inter (1-2) a causa dell'aggressione subita da parte di un tifoso locale a seguito dell'annullamento di una rete segnata nei minuti finali dai padroni di casa..
Come dirigente arbitrale, ha fatto parte della commissione arbitri interregionale nel 1984-1985, è stato osservatore degli arbitri di CAN A e B, ed ha ricoperto il ruolo di rappresentante AIA presso il Giudice Sportivo della Lega Pro fino al 2016.
È deceduto la mattina del 17 gennaio 2017 a San Casciano in Val di Pesa all'età di 83 anni.